# Сиверст (озеро)
Сиверстское озеро или Сиверст — озеро в Успенской волости Великолукского района Псковской области.
Площадь — 1,4 км² (136,0 га). Максимальная глубина — 8,0 м, средняя глубина — 3,0 м.
На берегу озера расположена деревня Сиверст.
Сточное. Относится к бассейну реки Кунья, притока реки Ловать.
Тип озера лещово-судачий. Массовые виды рыб: Щука, плотва, окунь, лещ, судак, уклея, густера, налим, ерш, красноперка, линь, карась, вьюн, пескарь, щиповка; раки (единично).
Для озера характерно: низкие, крутые и отлогие, местами заболоченные берега, леса, луга, огороды, болото; дно в центре илистое, в литорали — песок, камни, заиленный песок, ил.